# Darcy Rota
Darcy Rota, född 16 februari 1953 i Vancouver, British Columbia, är en kanadensisk före detta professionell ishockeyspelare (vänsterforward).